# Čoga Zanbil
Čoga Zanbil (perz.: چغازنبيل, Čoḡā Zanbīl ili Chogha Zanbil - „Korpa-humak”; elam. Dur Untaš - „Untašov grad”) je drevni kompleks koji su izgradili Elamiti oko 1250. pr. Kr., u današnjoj iranskoj pokrajini Huzestan. Nalazi se oko 42 km jugozapadno od Dezfula, 30 km zapadno od Suze i 80 km sjeverno od Ahvaza. U njemu se nalazi jedan od rijetkih sačuvanih zigurata izvan Mezopotamije, zbog čega je upisan na UNESCO-ov popis mjesta svjetske baštine u Aziji i Oceaniji 1979. godine.

## Povijest i odlike
Čoga Zanbil izgradio je elamitski kralj Untaš Napiriša (1275. – 1240. pr. Kr.) oko 1250. pr. Kr. u čast boga Inšušinaka, zaštitnika grada Suse. Najverojatnije nije nikada bio naseljen, osim svećenika i njihovih sluga. Neki znanstvenici vjeruju, zbog mnogih vjerskih građevina u Čogi Zanbilu, kako je kralj Untaš želio napraviti novo vjersko središte koje bi zamijenilo Susu, a u kojemu bi se štovali bogovi i iz nizinskih i planinskih dijelova njegovog kraljevstva.
Kompleks štite tri koncentrična prstena zidina koji čine područja koja danas nazivamo "gradskim četvrtima". Unutrašnje područje (temenos) je sveto i središnje mjesto zauzima veliki zigurat izgrađen preko starijeg hrama sa skladištem kojeg je također dao izgraditi Untaš-Napiriša. Zigurat je najbolje sačuvan i najveći od svih mezopotamskih zigurata. Danas je visok samo 25 m jer su njegova dva gornja kata uništena, s kojima je imao visinu od oko 60 m. Za razliku od mezopotamskih zigurata koji su obično imali troja otvorena stubišta, ovaj je imao samo jedno nadsvođeno lukovima tako da se hram na vrhu nije mogao vidjeti s dna.
Srednje područje je ispunjeno s 11 hramova manjih božanstava, a vjeruje se kako je izvorno bilo planirana izgradnja 22 hrama, no nakon kraljeve smrti njegovi nasljednici su napustili ovaj kompleks. Ovalni zid je okruživao ovo područje i između njega i trećeg, vanjskog područja, je golemi prazan prostor.
Vanjsko područje je bilo mjesto tri kraljevske palače, malog hrama s velikim dvorištem na gradskim vratima, te groblja s pet podzemnih kraljevskih grobnica. Okruženo je trapezastim zidom i trebalo je biti ispunjeno stambenim zgradama koje nikada nisu dovršene, a o čemu svjedoče tisuće neiskorištenih opeka. Kako bi se ovaj nedovršeni grad napajao vodom, unaprijed je izgrađena cisterna od koje je devet zatvorenih kanala vodilo do grada, a koja se napajala vodom kanalom dugim više od 50 km prema planinama.
Kompleks je naposljetku uništio asirski kralj Asurbanipal 640. pr. Kr.
Arheolog Roman Ghirshman je istraživao ovaj lokalitet u šest navrata od 1951. do 1961. godine Tada je pronađen veliki broj skulptura, glavica, životinja i amuleta, te ostaci dva panela od bjelokosti.

## Vanjske poveznice
- (engl.) Encyclopædia Iranica (Elizabeth Carter): Čoḡā Zanbīl, Preuzeto 26. rujna 2011.
- (engl.) Dur Untaš  Arhivirana inačica izvorne stranice od 10. studenoga 2016. (Wayback Machine) na Liviusu
- (engl.) Interaktivne panoramske fotografije Dur Untaša  Arhivirana inačica izvorne stranice od 9. ožujka 2012. (Wayback Machine)
- (engl.) Borba za očuvanje Čonge Zanbil  Arhivirana inačica izvorne stranice od 10. prosinca 2014. (Wayback Machine) na Iranmania.com. 7. studenog 2005., Preuzeto 26. svibnja 2011.

Sestrinski projekti
|  | Zajednički poslužitelj ima još gradiva o temi Čoga Zanbil |